# Velocity (singolo)
Velocity è il secondo singolo di Neuroticfish, pubblicato nel 2000. Nel 2001 appare anche nell'EP Sushi.

## Tracce
1. Velocity - 5:00
2. Velocity (Club Edit) - 5:31
3. Velocity (Cleaner Remix) -
4. Neurocraine - 4:33